# Antwaan Randle El
Antwaan Randle El é um ex jogador profissional de futebol americano estadunidense que jogava na National Football League. Ele foi campeão da temporada de 2005 jogando pelo Pittsburgh Steelers.